# Liste des Premières dames des États-Unis
La Première dame des États-Unis (en anglais : First Lady of the United States ou simplement First Lady, parfois abrégé par l'acronyme FLOTUS), est le titre non officiel donné à l'hôtesse de la Maison-Blanche. Cette fonction étant traditionnellement occupée par la femme du président des États-Unis, le titre est souvent pris pour qualifier l'épouse du président en place. Cependant plusieurs femmes qui n'étaient pas l'épouse du Président ont servi comme First Lady lorsque le président était célibataire ou veuf ou quand l'épouse de ce dernier était dans l'incapacité de remplir le rôle de Première dame. Dans ces cas, le poste est occupé par une femme parente ou amie du Président. On parle alors aussi d'« hôtesse de la Maison-Blanche » (White House hostess).
L'actuelle First Lady est Melania Trump, femme de Donald Trump. Actuellement, quatre anciennes Premières dames sont toujours en vie : Hillary Clinton, épouse de Bill Clinton, Laura Bush, épouse de George W. Bush, Michelle Obama, épouse de Barack Obama, et Jill Biden, épouse de Joe Biden.

## Liste des Premières dames
| First Lady | First Lady                               | First Lady                                            | Date de naissance        | Date de mariage   | Président (Époux)      | Début du mandat   | Fin du mandat     | Durée de la retraite | Date de décès Âge                                     |
| ---------- | ---------------------------------------- | ----------------------------------------------------- | ------------------------ | ----------------- | ---------------------- | ----------------- | ----------------- | -------------------- | ----------------------------------------------------- |
| 1          |                                          | Martha Washington , (née Dandridge)                   | 2 juin 1731              | 6 janvier 1759    | George Washington      | 30 avril 1789     | 4 mars 1797       | 5 ans, 79 jours      | 22 mai 1802 70 ans, 354 jours                         |
| 2          | Portrait painting of Abigail Adams       | Abigail Adams , (née Smith)                           | 11 novembre 1744         | 25 octobre 1764   | John Adams             | 4 mars 1797       | 4 mars 1801       | 17 ans, 228 jours    | 28 octobre 1818 73 ans, 351 jours                     |
| 3          | Portrait painting of Martha Jefferson    | Martha Jefferson Randolph ,                           | 27 septembre 1772        | —                 | Thomas Jefferson       | 4 mars 1801       | 4 mars 1809       | 27 ans, 220 jours    | 10 octobre 1836 64 ans, 13 jours                      |
| 4          | Portrait painting of Dolley Madison      | Dolley Todd Madison , (née Payne)                     | 20 mai 1768              | 14 septembre 1794 | James Madison          | 4 mars 1809       | 4 mars 1817       | 32 ans, 130 jours    | 12 juillet 1849 81 ans, 53 jours                      |
| 5          | Portrait painting of Elizabeth Monroe    | Elizabeth Monroe , (née Kortright)                    | 30 juin 1768             | 16 février 1786   | James Monroe           | 4 mars 1817       | 4 mars 1825       | 5 ans, 203 jours     | 23 septembre 1830 62 ans, 85 jours                    |
| 6          | Portrait engraving of Louisa Adams       | Louisa Catherine Adams , (née Johnson)                | 12 février 1775          | 26 juillet 1797   | John Quincy Adams      | 4 mars 1825       | 4 mars 1829       | 27 ans, 72 jours     | 15 mai 1852 77 ans, 93 jours                          |
| 7          | Rachel Jackson                           | Rachel Jackson , (née Donelson)                       | 15 juin 1767             | 7 janvier 1794    | Andrew Jackson         | —                 | -                 | —                    | 22 décembre 1828 61 ans, 221 jours                    |
| 8          | Portrait painting of Hannah Van Buren    | Hannah Van Buren , (née Hoes)                         | 8 mars 1783              | 21 février 1807   | Martin Van Buren       | —                 | -                 | —                    | 5 février 1819 35 ans, 334 jours                      |
| 9          | Portrait painting of Anna Harrison       | Anna Harrison , (née Tuthill Symmes)                  | 25 juillet 1775          | 22 novembre 1795  | William Henry Harrison | 4 mars 1841       | 4 avril 1841      | 22 ans, 327 jours    | 25 février 1864 88 ans, 215 jours                     |
| 10         | Portrait painting of Letitia Tyler       | Letitia Tyler , (née Christian)                       | 12 novembre 1790         | 29 mars 1813      | John Tyler             | 4 avril 1841      | 10 septembre 1842 | N/A                  | 10 septembre 1842 51 ans, 302 jours                   |
| 11         | Portrait painting of Julia Tyler         | Julia Tyler , (née Gardiner)                          | 4 mai ou 29 juillet 1820 | 26 juin 1844      | John Tyler             | 26 juin 1844      | 4 mars 1845       | 44 ans, 128 jours    | 10 juillet 1889 69 ans, 67 jours ou 68 ans, 346 jours |
| 12         | Portrait painting of Sarah Polk          | Sarah Polk , (née Childress)                          | 4 septembre 1803         | 1er janvier 1824  | James K. Polk          | 4 mars 1845       | 4 mars 1849       | 42 ans, 163 jours    | 14 août 1891 87 ans, 344 jours                        |
| 13         | Portrait painting of Margaret Taylor     | Margaret Taylor , (née Mackall Smith)                 | 21 septembre 1788        | 21 juin 1810      | Zachary Taylor         | 4 mars 1849       | 9 juillet 1850    | 2 ans, 36 jours      | 14 août 1852 63 ans, 328 jours                        |
| 14         | Portrait painting of Abigail Fillmore    | Abigail Fillmore , (née Powers)                       | 13 mars 1798             | 5 février 1826    | Millard Fillmore       | juillet 9, 1850   | 4 mars 1853       | 26 jours             | 30 mars 1853 55 ans, 17 jours                         |
| 15         | Engraving of Jane Pierce                 | Jane Pierce , (née Means Appleton)                    | 12 mars 1806             | 19 novembre 1834  | Franklin Pierce        | 4 mars 1853       | 4 mars 1857       | 6 ans, 273 jours     | 12 décembre 1863 57 ans, 265 jours                    |
| 16         | Portrait photograph of Harriet Lane      | Harriet Lane , (puis Johnston)                        | 9 mai 1830               | —                 | James Buchanan         | 4 mars 1857       | 4 mars 1861       | 42 ans, 121 jours    | 3 juillet 1903 73 ans, 55 jours                       |
| 17         | Portrait photograph of Mary Lincoln      | Mary Todd Lincoln , (née Todd)                        | 13 décembre 1818         | 4 novembre 1842   | Abraham Lincoln        | 4 mars 1861       | 15 avril 1865     | 17 ans, 92 jours     | 16 juillet 1882 63 ans, 215 jours                     |
| 18         | Portrait engraving of Eliza Johnson      | Eliza Johnson , (née McCardle)                        | 4 octobre 1810           | 17 mai 1827       | Andrew Johnson         | 15 avril 1865     | 4 mars 1869       | 6 ans, 317 jours     | 15 janvier 1876 65 ans, 103 jours                     |
| 19         | Portrait photograph of Julia Grant       | Julia Boggs Grant , (née Dent)                        | 26 janvier 1826          | 22 aout 1848      | Ulysses S. Grant       | 4 mars 1869       | 4 mars 1877       | 25 ans, 285 jours    | 14 décembre 1902 76 ans, 322 jours                    |
| 20         | Portrait photograph of Lucy Hayes        | Lucy Ware Hayes , (née Webb)                          | 28 août 1831             | 30 décembre 1852  | Rutherford B. Hayes    | 4 mars 1877       | 4 mars 1881       | 8 ans, 113 jours     | 25 juin 1889 57 ans, 301 jours                        |
| 21         | Portrait photograph of Lucretia Garfield | Lucretia Garfield , (née Rudolph)                     | 19 avril 1832            | 11 novembre 1858  | James A. Garfield      | 4 mars 1881       | 19 septembre 1881 | 36 ans, 176 jours    | 14 mars 1918 85 ans, 329 jours                        |
| 22         | Portrait of Ellen Arthur                 | Ellen Arthur, (née Lewis Herndon)                     | 30 août 1837             | 25 octobre 1859   | Chester A. Arthur      | —                 | -                 | —                    | 12 janvier 1880 42 ans, 135 jours                     |
| 23         | Portrait of Frances Cleveland            | Frances Clara Cleveland , (née Folsom ; puis Preston) | 21 juillet 1864          | 2 juin 1886       | Grover Cleveland       | 2 juin 1886       | 4 mars 1889       | 4 ans                | 29 octobre 1947 83 ans, 100 jours                     |
| 24         | Portrait of Caroline Harrison            | Caroline Lavinia Harrison , (née Scott)               | 1er octobre 1832         | 20 octobre 1853   | Benjamin Harrison      | 4 mars 1889       | 25 octobre 1892   | N/A                  | 25 octobre 1892 60 ans, 24 jours                      |
| 25         | Portrait of Frances Cleveland            | Frances Clara Cleveland , (née Folsom ; puis Preston) | 21 juillet 1864          | 2 juin 1886       | Grover Cleveland       | 4 mars 1893       | 4 mars 1897       | 50 ans, 239 jours    | 29 octobre 1947 83 ans, 100 jours                     |
| 26         | Portrait of Ida McKinley                 | Ida McKinley , (née Saxton)                           | 8 juin 1847              | 25 janvier 1871   | William McKinley       | 4 mars 1897       | 14 septembre 1901 | 5 ans, 254 jours     | 26 mai 1907 59 ans, 352 jours                         |
| 27         | Portrait of Edith Roosevelt              | Edith Kermit Roosevelt , (née Carow)                  | 6 août 1861              | 2 décembre 1886   | Theodore Roosevelt     | 14 septembre 1901 | 4 mars 1909       | 39 ans, 210 jours    | 30 septembre 1948 87 ans, 55 jours                    |
| 28         |                                          | Helen Louise Taft , (née Herron)                      | 2 juin 1861              | 19 juin 1886      | William Howard Taft    | 4 mars 1909       | 4 mars 1913       | 30 ans, 79 jours     | 22 mai 1943 81 ans, 354 jours                         |
| 29         | Portrait of Ellen Wilson                 | Ellen Louise Wilson , (née Axson)                     | 15 mai 1860              | 24 juin 1885      | Woodrow Wilson         | 4 mars 1913       | 6 août 1914       | N/A                  | 6 août 1914 54 ans, 83 jours                          |
| 30         | Portrait of Edith Wilson                 | Edith Galt Wilson , (née Bolling)                     | 15 octobre 1872          | 18 décembre 1915  | Woodrow Wilson         | 18 décembre 1915  | 4 mars 1921       | 40 ans, 299 jours    | 28 décembre 1961 89 ans, 74 jours                     |
| 31         | Portrait of Florence Harding             | Florence Mabel deWolfe Harding , (née Kling)          | 15 août 1860             | 8 juillet 1891    | Warren G. Harding      | 4 mars 1921       | 2 aout 1923       | 1 an, 111 jours      | 21 novembre 1924 64 ans, 98 jours                     |
| 32         | Grace Coolidge                           | Grace Anna Coolidge , (née Goodhue)                   | 3 janvier 1879           | 4 octobre 1905    | Calvin Coolidge        | 2 aout 1923       | 4 mars 1929       | 28 ans, 126 jours    | 8 juillet 1957 78 ans, 186 jours                      |
| 33         | Portrait of Lou Henry Hoover             | Lou Henry Hoover , (née Henry)                        | 29 mars 1874             | 10 février 1899   | Herbert Hoover         | 4 mars 1929       | 4 mars 1933       | 10 ans, 309 jours    | 7 janvier 1944 69 ans, 284 jours                      |
| 34         | Portrait of Eleanor Roosevelt            | Anna Eleanor Roosevelt , (née Roosevelt)              | 11 octobre 1884          | 17 mars 1905      | Franklin D. Roosevelt  | 4 mars 1933       | 12 avril 1945     | 17 ans, 209 jours    | 7 novembre 1962 78 ans, 27 jours                      |
| 35         | Portrait of Bess Truman                  | Elizabeth « Bess » Virginia Truman , (née Wallace)    | 13 février 1885          | 28 juin 1919      | Harry S. Truman        | 12 avril 1945     | 20 janvier 1953   | 29 ans, 271 jours    | 18 octobre 1982 97 ans, 247 jours                     |
| 36         | Portrait of Mamie Eisenhower             | Mamie Geneva Eisenhower , (née Doud)                  | 14 novembre 1896         | 1er juillet 1916  | Dwight D. Eisenhower   | 20 janvier 1953   | 20 janvier 1961   | 18 ans, 285 jours    | 1er novembre 1979 82 ans, 352 jours                   |
| 37         | Portrait de Jacqueline Kennedy           | Jacqueline Lee Kennedy , (née Bouvier ; puis Onassis) | 28 juillet 1929          | 12 septembre 1953 | John F. Kennedy        | 20 janvier 1961   | 22 novembre 1963  | 30 ans, 178 jours    | 19 mai 1994 64 ans, 295 jours                         |
| 38         | Portrait of Lady Bird Johnson            | Claudia « Lady Bird » Alta Johnson , (née Taylor)     | 22 décembre 1912         | 17 novembre 1934  | Lyndon B. Johnson      | 22 novembre 1963  | 20 janvier 1969   | 38 ans, 172 jours    | 11 juillet 2007 94 ans, 201 jours                     |
| 39         | Portrait of Pat Nixon                    | Thelma « Pat » Catherine Nixon , (née Ryan)           | 16 mars 1912             | 21 juin 1940      | Richard Nixon          | 20 janvier 1969   | 9 aout 1974       | 18 ans, 317 jours    | 22 juin 1993 81 ans, 98 jours                         |
| 40         | Portrait of Betty Ford                   | Elizabeth « Betty » Ann Warren Ford , (née Bloomer)   | 8 avril 1918             | 15 octobre 1948   | Gerald Rudolph Ford    | 9 aout 1974       | 20 janvier 1977   | 34 ans, 169 jours    | 8 juillet 2011 93 ans, 91 jours                       |
| 41         | Portrait of Rosalynn Carter              | Eleanor Rosalynn Carter , (née Smith)                 | 18 août 1927             | 7 juillet 1946    | Jimmy Carter           | 20 janvier 1977   | 20 janvier 1981   | 42 ans, 303 jours    | 19 novembre 2023 96 ans, 93 jours                     |
| 42         | Portrait of Nancy Reagan                 | Nancy Davis Reagan , (née Robbins ; dit Davis)        | 6 juillet 1921           | 6 mars 1952       | Ronald Reagan          | 20 janvier 1981   | 20 janvier 1989   | 27 ans, 46 jours     | 6 mars 2016 94 ans, 244 jours                         |
| 43         | Portrait of Barbara Bush                 | Barbara Bush , (née Pierce)                           | 8 juin 1925              | 6 janvier 1945    | George H. W. Bush      | 20 janvier 1989   | 20 janvier 1993   | 25 ans, 87 jours     | 17 avril 2018 92 ans, 313 jours                       |
| 44         | Portrait of Hillary Rodham Clinton       | Hillary Diane Rodham Clinton , (née Rodham)           | 26 octobre 1947          | 11 octobre 1975   | Bill Clinton           | 20 janvier 1993   | 20 janvier 2001   | 24 ans, 53 jours     | Vivante 77 ans, 139 jours                             |
| 45         | Portrait of Laura Bush                   | Laura Lane Welch Bush , (née Welch)                   | 4 novembre 1946          | 5 novembre 1977   | George W. Bush         | 20 janvier 2001   | 20 janvier 2009   | 16 ans, 53 jours     | Vivante 78 ans, 130 jours                             |
| 46         | Portrait of Michelle Obama               | Michelle LaVaughn Obama , (née Robinson)              | 17 janvier 1964          | 3 octobre 1992    | Barack Obama           | 20 janvier 2009   | 20 janvier 2017   | 8 ans, 53 jours      | Vivante 61 ans, 56 jours                              |
| 47         | Portrait de Melania Trump                | Melania Trump (née Melanija Knavs)                    | 26 avril 1970            | 22 janvier 2005   | Donald Trump           | 20 janvier 2017   | 20 janvier 2021   | 4 ans                | Vivante 54 ans, 322 jours                             |
| 48         | Portrait de Jill Biden                   | Jill Tracy Biden (née Jacobs)                         | 3 juin 1951              | 17 juin 1977      | Joe Biden              | 20 janvier 2021   | 20 janvier 2025   | 4 ans                | Vivante 73 ans, 284 jours                             |
| 49         | Portrait de Melania Trump                | Melania Trump (née Melanija Knavs)                    | 26 avril 1970            | 22 janvier 2005   | Donald Trump           | 20 janvier 2025   | En fonction       | En fonction          | Vivante 54 ans, 322 jours                             |